# 法拉盛草原可乐娜公园
法拉盛草原可乐娜公园，或称法拉盛草坪公园、法拉盛草原公园，简称法拉盛草原，是美國纽约市皇后区北部一个公共公园。其东边是I-678（范·威克高速公路），西边是大中央快速路，北边是法拉盛灣，南边是联盟大道。法拉盛草原可乐娜公园是纽约市第四大公共公园，总面积897英畝（363公頃）。
公园的所在地曾经是哈德逊河的地质组成部分。从20世纪的头十年开始，那里是垃圾傾倒處，因为当时这片土地距离纽约市建成区非常远，以至于几乎毫无价值。纽约市公园专员罗伯特·摩西最初于1920年代构思了在法拉盛草原开发大型公园的想法，这是整个皇后区东部公园系统的一部分。法拉盛草原可乐娜公园作为1939年纽约世界博览会的举办地而進行开发，并主办了1964年世界博览会。在1964年世博会之后，公园陷入失修状态，但自1990年代、2000年代以来已经取得了一些改善。 
法拉盛草原可乐娜公园基本保留了1939年世博会的格局。其景点包括美国网球协会比莉·珍·金网球中心（目前美国网球公开赛的举办地）、花旗球场（纽约大都会棒球队的主场）、纽约科学馆、皇后区艺术博物馆、皇后园中剧场、皇后动物园、大地球仪和纽约州馆。以前的谢亚球场也在这里，但已于2009年被拆除。法拉盛河流经公园，长岛高速公路以南的两个大湖分别称为草原湖（Meadow Lake）和柳湖（Willow Lake），占据了公园大片的面积。
法拉盛草原可乐娜公园的拥有者和管理者，是紐約市公園康樂局，简称纽约市公园（NYC Parks）。私人非營利组织，例如法拉盛草原可樂娜公園管理處（Flushing Meadows–Corona Park Conservancy）和法拉盛草原可乐娜公园联盟（Alliance for Flushing Meadows–Corona Park）额外提供资金、服务和支援。该公园位于皇后区第4社区委员会所管辖范围的东部边缘。 

## 名称
公园以附近的法拉盛和可乐娜两个社区的名字命名，它们分别位于公园两侧。“法拉盛”这个名字起源于荷兰港城弗利辛恩。到19世纪，“flushing”一词才和“冲水清洗”联系在一起。在1964年世界博览会期间，才将“可乐娜”加入到名字中。

## 历史
法拉盛草原公园的所在地最初由冰川形成。最早在该地区定居的是长岛的美洲原住民阿尔冈奎人。从1640年开始，荷兰移民迁入该地区，在该区域西边建立了新镇（Newtown），并在东边建立了法拉盛镇。这片草原被称为可乐娜草原（Corona Meadows）。:8到1666年，美洲原住民已被欧洲定居者从法拉盛草原赶出。在美国革命期间，在后来的世博会码头的地方有一间农舍被用作英军总部。 到1800年代，穿越草原的原始道路已经建立，:8-9还铺设了几条铁路。:9在南北战争后不久，该草原因其自然美景而成为濒水度假胜地，富裕的纽约人在该地区建造了房屋。
1907年左右，承包商迈克尔·德农（Michael Degnon）在法拉盛河附近购买了大片沼泽地，:52:211设想在法拉盛湾周围兴建大型工业港口。:211:11:1⋅10为了建造这个港口，从1910年开始，德农开始使用来自布鲁克林的生活煤灰和街道清扫物来填埋这块土地。:211:52:11:19:1⋅101917年，建设港口的愿望落空，:14:26:1⋅10然而由于城市中增加了垃圾焚烧炉的使用，灰烬继续向草原倾倒。:213该区域被称为可乐娜垃圾场（Corona Dump或Corona Ash Dumps），:212:1⋅10环境非常糟糕。:213:52:14-15:1⋅3
纽约市公园专员罗伯特·摩西最初构思了1920年代在法拉盛草原开发大型公园的想法。:1083草原上当时还有天然野生动植物。捕兽者经常在那里活动，当地居民也在那里收集柴火和种植蔬菜，美国大萧条时期成为棚户区。:2171935年，该地被计划改造为“法拉盛草原公园”，并被选为1939年世界博览会的举办地。世博会场地的工作于1936年6月16日开始。这项工作大大改变了草原的地形，与原先由冰川形成的地形有明显不同。:219面对必须处置的垃圾山，摩西将相当大一部分垃圾填入了公园边缘或穿过公园的几条道路下面，:8:214法拉盛草原的场地成功地由垃圾堆变成了公园。

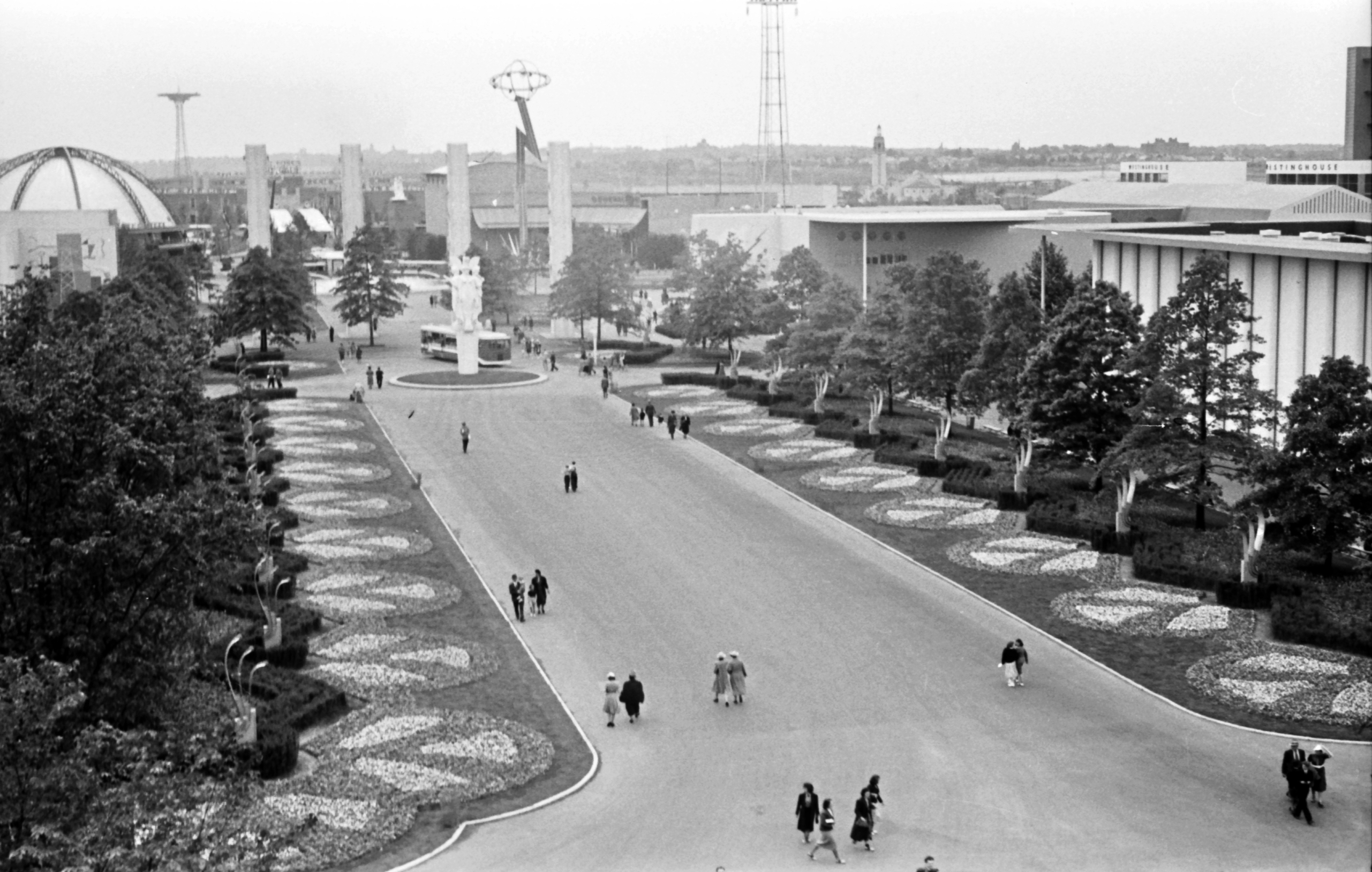
1939年纽约世界博览会

按照计划，1940年在博览会结束之后，这片场地会被清理，用来开发法拉盛草原，并作为城市公园开放。但二战的爆发将该项目推迟了。从1946年开始，1939年世博会的一些建筑被用作联合国的第一个临时总部。在此期间，以前的纽约市大楼由联合国大会使用。:14-15:53:1⋅11联合国于1951年迁至现在的永久总部。:1085:21纽约市大楼后来被翻新，作为1964/1965年世博会的纽约市馆（New York City Pavilion）。:24这是从1939/40年世博会幸存下来的唯一原地保留的建筑，:53即现在的皇后博物馆。同时，公园的其余部分已变得荒废，野生动物迁回该地区。在此期间，公园仅进行过较小的升级。:18-191959年，法拉盛草原被选为1964年世界博览会的场地，:1⋅11因此建造了一些新的结构和景点，包括大地球仪、谢亚球场、纽约科学馆和皇后植物园。:57:53大地球仪是1964/1965年世界博览会的主要标志，自此成为公园的主要标志性雕塑。:54:11964年初，为准备当年的世界博览会，纽约市议会在公园的名称里加上了“可乐娜”一词，公园的名称变为“法拉盛草原可乐娜公园”。世博会结束后，法拉盛草原可乐娜公园从世界博览会公司移交回公园局，并于1967年6月3日开放。
1967年8月，新公园专员奥古斯特·赫克谢二世试图开始将该公园改进为“20世纪的中央公园”。到1972年，改造公园的工作几乎没有进行，而许多世博会建筑都处于失修状态。这种失修的状态一直持续到1980年代。1978年，美国网球公开赛从森林小丘的西边网球俱乐部转移到法拉盛草原可乐娜公园。到2000年代初，公园已成为许多无家可归者的住所。在2000和2010年代，法拉盛草原可乐娜公园进行了一些改进。2002年成立了法拉盛草原可乐娜公园保护区（Flushing Meadows–Corona Park Conservancy），以宣扬该区域的公园土地。随后在2009年花旗球场建成开放，这是用来取代谢亚球场的新棒球场。

## 现状
|  |

### 布局
法拉盛草原可乐娜公园的格局很大程度上保留了吉尔莫尔·克拉克和迈克尔·拉普阿诺为1939年和1964年世博会所作的布杂艺术规划。:71:17:3-4公园的北部是以前世博会的场地，围绕着大片铺装道路，这些路在世博会期间通向展馆、喷泉和雕塑等景点。三角塔与封闭球，以及后来的大地球仪被放置在主轴交点上。:15,18大地球仪和皇后博物馆目前坐落在中轴线的西端。靠近中轴线中间的地方（北边叫赫伯特·胡佛轴线，南边叫德怀特·D·艾森豪威尔轴线）是世博会的喷泉，它们位于路中间。在最东端是行星喷泉（Fountain of the Planets），最初被称为工业之池。:15,18这种格局用于将世博会观众引导至展馆。:71:15,18,21这种格局借鉴了吉安·洛伦佐·贝尼尼为梵蒂冈城的圣彼得广场所作的规划。:3中轴线长2,500英尺（760），:19在建造期间被临时称为“级联林荫路”，后来在第一次世博会期间被命名为“宪法林荫路（Constitution Mall）”。:19后来，许多以前的展馆被替换为足球场（人工草坪或土地草坪），而其它的则被留作开放的草地。:46-47
公园的南部大部分被草原湖和柳湖所占据。:49-50:15,18,21这两个湖，以及以前世博会场地上的工业之池/行星喷泉的水都来自法拉盛河，该河向北流经两个湖，并作为地下河从喷泉下方流向法拉盛湾。:37两个湖泊之间通过一条狭窄的河道相连，在两个湖泊之间形成了一个半岛。在1939年世博会期间，草原湖被临时命名为“喷泉湖（Fountain Lake）”和“自由湖（Liberty Lake）”。:13草原湖周围的土地包含了公园大部分的真正“公园区域”，有开放的草地、野餐和烧烤区，以及棒球场和板球场。:46:21在两次世博会期间，湖的北岸和部分东岸的土地被用作游乐区，:13:1081964年世博会又在东西两岸增加了大型停车场。:13在1964年世博会之后，这些停车场被取消并改建为公园地。公园的柳湖区域是自然保护区。:21柳湖周围区域最初也包含运动场和公园步道，到1976年被围起来，并变成保护区。
罗伯特·摩西修建的道路围绕着公园。公园东边是范·威克高速公路（I-678），南边和西边是大中央快速路，邱园立交桥位于其最南端。公园的北边是北方大道（25A号纽约州州道）的高速公路部分，该路连接大中央快速路和白石高速公路。大约位于以前可乐娜垃圾堆南端的长岛高速公路将公园一分为二，分为南北两个部分。宝石道（Jewel Avenue）及其与大中央快速路的立交桥将南部进一步分为两半，宝石道北边是草原湖（Meadow Lake），南边是柳湖（Willow Lake）。:64:126:14该场地的很多区域都缺乏可达的公共交通，并且公园周边的道路将该场地与当地社区分开，因此进入公园受到很多限制。从当地社区进入公园的正式入口也很少；这是世博会遗留下来的，因为需要对人们进入世博会进行控制。:13,39
不同团体的研究也将公园分为不同数量的部分。哥伦比亚建筑、规划与保护研究生院的一项研究将公园分为三个区域：“历史核心”（以前的世博会场地）、草原湖和柳湖。《法拉盛草原可乐娜公园战略框架计划》总共将公园分为七个“区域”：法拉盛湾沿岸码头（包括了世博会码头）、“体育中心”（包括了花旗球场和USTA）、“西公园”（大中央快速路和世博会场地向西延伸的一小部分，包括了纽约科学馆和皇后动物园）、“休闲与花园植物园”（由世博会场地沿凯辛娜溪走廊向东延伸，包含了皇后植物园）、“世博会历史核心区”、草原湖和柳湖。:21

### 面积
法拉盛草原可乐娜公园是紐約市第四大公共公園，長期以來被認為有1,255英畝（508公頃），但一项调查于2013年得出结论，發現其實際面積僅有897英畝（363公頃），当时统计了公园范围内的主要道路和其它排他部分。這并没有計入一个有爭議的区域，该争议认为公園北緣的威利斯角社区也是公园的一部分。

### 生态
在长岛铁路的华盛顿港支线栈桥南边、法拉盛草原高尔夫中心（Flushing Meadows Golf Center）最北边有一座水闸，称为“海豚桥（Porpoise Bridge）”或“潮门桥（Tide Gate Bridge）”，它将两个湖和法拉盛溪剩下的部分隔开。该闸只允许向北流向法拉盛湾的水流通过，而阻止水向南流。:1⋅11顾名思义，该水闸还起着桥梁的作用，承担行人和车辆跨过小河的任务。该水闸有37英尺（11）宽，370英尺（110）长。湖水来自地下水。:1⋅11:19

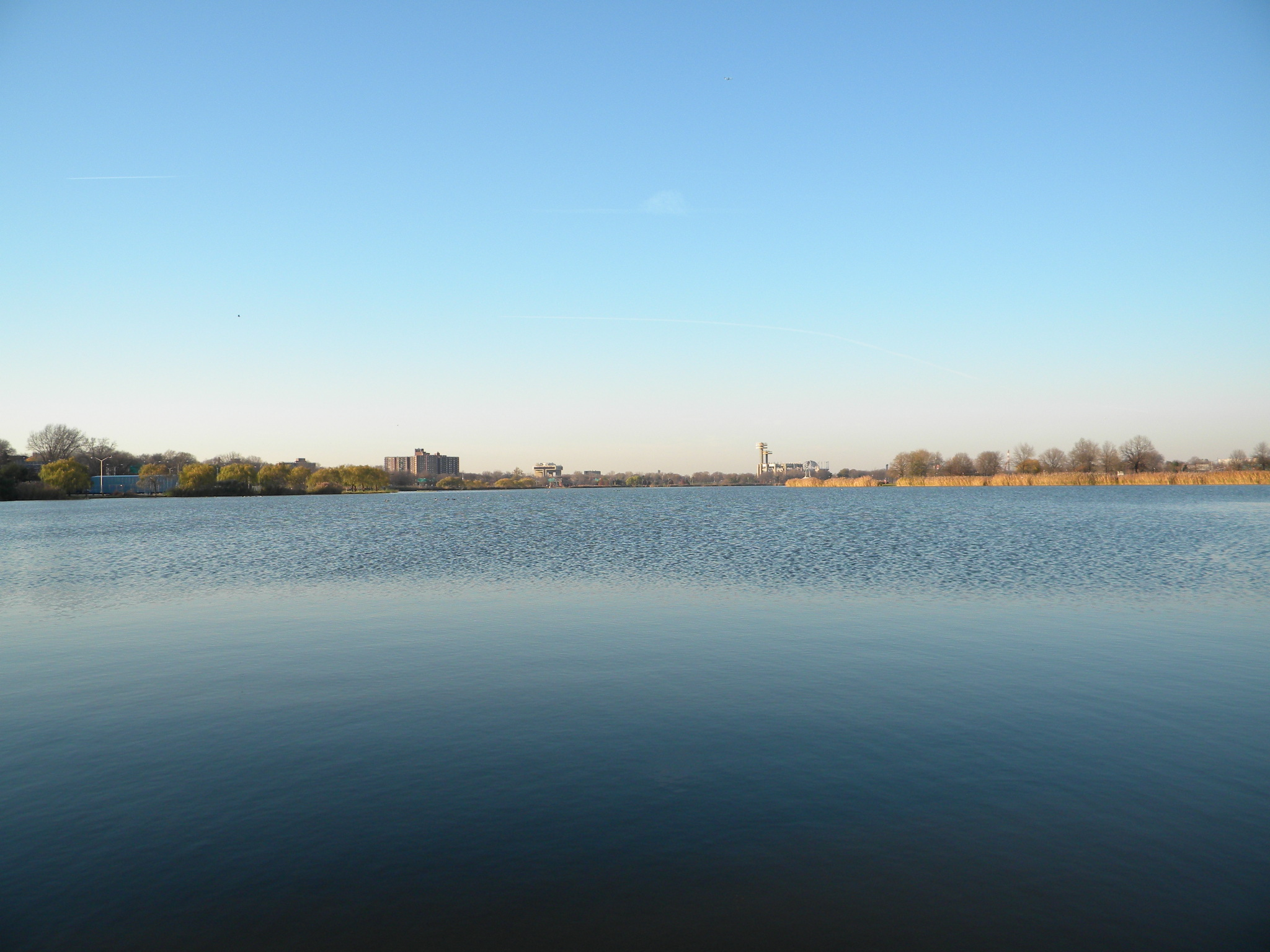
从草原湖上望去

在人类开发之前，法拉盛草原最初是潮汐沼泽，法拉盛湾的潮汐会溯法拉盛溪往南流。尽管这两个湖是作为淡水湖而建的，并且也筑坝来缓解潮汐影响，但洪水仍继续影响着公园。:43这两个湖也高度富营养化，这是由于营养物质（例如来自以前沼泽地的磷）渗入水中，导致湖中的鱼类死亡。能过滤湖泊的常规潮汐作用被水闸阻止了。:37:1:1⋅11此外，这两个湖也是污水和附近道路暴雨径流的的接收主体，它们通过管道注入湖泊。:37:19:1⋅11
由于湖泊与法拉盛湾相联，在海洋中栖息的几种鱼类经常游入并栖息于草原湖和柳湖中。草原湖当地的鱼类包括美洲鳗鲡、大口黑鲈、乌鳢（一种入侵物种）和库里鲻。柳湖因为该地区生长着许多柳树而得名。入侵性的芦苇属（一个野草属）也很丰富。:2尝试用农药杀死芦苇导致了更多的鱼类死亡。柳湖周围有许多产浆果的乔木和灌木，吸引了多种候鸟。已经发现，该湖的生物多样性比同等规模的其它水体低得多。:2

### 知名景点
在公园北端，与威利斯角相邻的，是“体育中心”区，美国网球公开赛在此举行。:15,18,212006年，网球中心以职业网球选手比利·简·金的名字命名为美国网球协会比莉·珍·金网球中心。其中心场地是亚瑟·艾许球场，第二场地是路易斯·阿姆斯特朗体育场。:15花旗球场自2009年以来就是纽约大都会的主场，坐落在公园的最北端。大都会以前的主场谢亚球场同时也是纽约喷气机橄榄球队以前的主场，曾经坐落现在花旗球场的区域附近。:15,18,21
除了现有的体育场外，公园还有一些关于其它运动场馆的提议。在1950年代，法拉盛草原是布鲁克林道奇搬迁的几个拟议地点之一，直到1958年专营权迁移至洛杉矶。曾有人提议纽约市为举办一级方程式大奖赛兴建一条赛道，其中一条设想的赛道就是在草原湖旁边建造，第一次是为1975赛季，后来是为1983赛季。该计划遭到当地社区和环保团体的反对，该比赛被推迟，并最终在1985年取消。替代地点之一，新泽西的草原地综合体育中心，将在1984年举办汽车争霸赛草原地大奖赛。同样在1980年代，开发商唐纳德·特朗普提议美国橄榄球联盟（United States Football League，简称USFL）的新泽西将军搬迁至公园，并在邻近谢亚球场的威利斯角建造一座新体育场。1985年USFL倒闭时，该计划流产。:1⋅4此后不久，纽约喷气机拒绝了接管拟议体育场的计划。在2010年代，美国职业足球大联盟成立了纽约都会区第二支足球队——纽约市足球俱乐部（NYC FC）之后，曾提议在公园里建设足球大联盟体育场。在检查了纽约地区的几个地点之后，NYC FC最终决定于2016年之前在法拉盛草原可乐娜公园建造拟议的25,000人体育场，该公园被视为体育场唯一可行的位置。按计划，该体育场将位于工业之池/行星喷泉处，但遭到了社区的强烈反对，迫使该队改变计划，在洋基体育场举行比赛，且未指定期限。
公园的草原湖有一座船屋，是从1939年世博会保留下来的两所建筑之一，另一所是皇后博物馆。船屋可以租手划船和脚踏船，草原湖也是非营利组织划船纽约举行划船活动的场地，一年中的大部分时间，他们的队伍都会在湖上进行练习。草原湖还举办一年一度的纽约香港龙舟节，夏季，来自纽约的队伍会在草原湖进行练习。美国小手工艺品联合会（The American Small Craft Association，简称TASCA）还拥有一支船队，有十几艘14.5英尺（4.4）单桅帆船，俱乐部成员用它们来教学、比赛和休闲。自行车道在草原湖周围延伸，并连接至布鲁克林-皇后绿道。柳湖步道（Willow Lake Trail）是一条绕柳湖的自然步道，于2013年重新对公众开放，它也是柳湖自然保护区的一部分。公园中有许多休闲运动场和游乐场，在这些场地的活动反映了皇后区广泛的种族融合；足球和板球尤其受欢迎。
1964年世博会之后，一些世博会建筑仍在使用。作为1964年世博会一部分开放的法拉盛草原旋转木马坐落在公园西北部。纽约科学馆建立于1964年世博会，是美国最早的科学博物馆之一，至今仍在公园西北角最初的位置运营。纽约州馆也是该公园的标志，该馆是同一届世博会的州展示馆。但在世博会之后，该建筑没有找到新的用途，因此，该建筑被废弃且日趋腐朽，:41尽管它在2015年被重新刷成黄色。纽约州馆旁边是皇后园中剧场，它最初是1964年世博会的“剧场戏剧（Theaterama）”景点，于1993年迁入当前建筑。公园露台是宴会和餐饮设施，最初是1964年世博会的官方停机坪。皇后博物馆在1939年世博会之后变成了联合国大会总部，后来被改建成了1964年世博会的纽约市馆。世博会后，它又被分为皇后艺术中心（Queens Center for Art）和一个溜冰场，后者在2013年博物馆扩建时被撤消。
1964年世博会结束后，其它建筑也保留了一段时间，以考虑是否可以为它们找到新的用途，但随后都被拆除了。其中包括旅行交通馆（Travel and Transportation Pavilion），该馆在转变为消防局失败后，于1967年被摧毁；还有联邦馆（Federal Pavilion），在严重恶化后于1977年被拆除。:55,67:18其中一个馆变成了“所有儿童的游乐场（Playground for All Children）”的场地，它是最早的在设计时考虑了残疾人无障碍活动的游乐场之一。建筑师希沙姆·N·阿什库里赢得了该游乐场的设计竞赛；该设施于1984年完成，并于1997年进行了翻新后重新开放。

## 交通

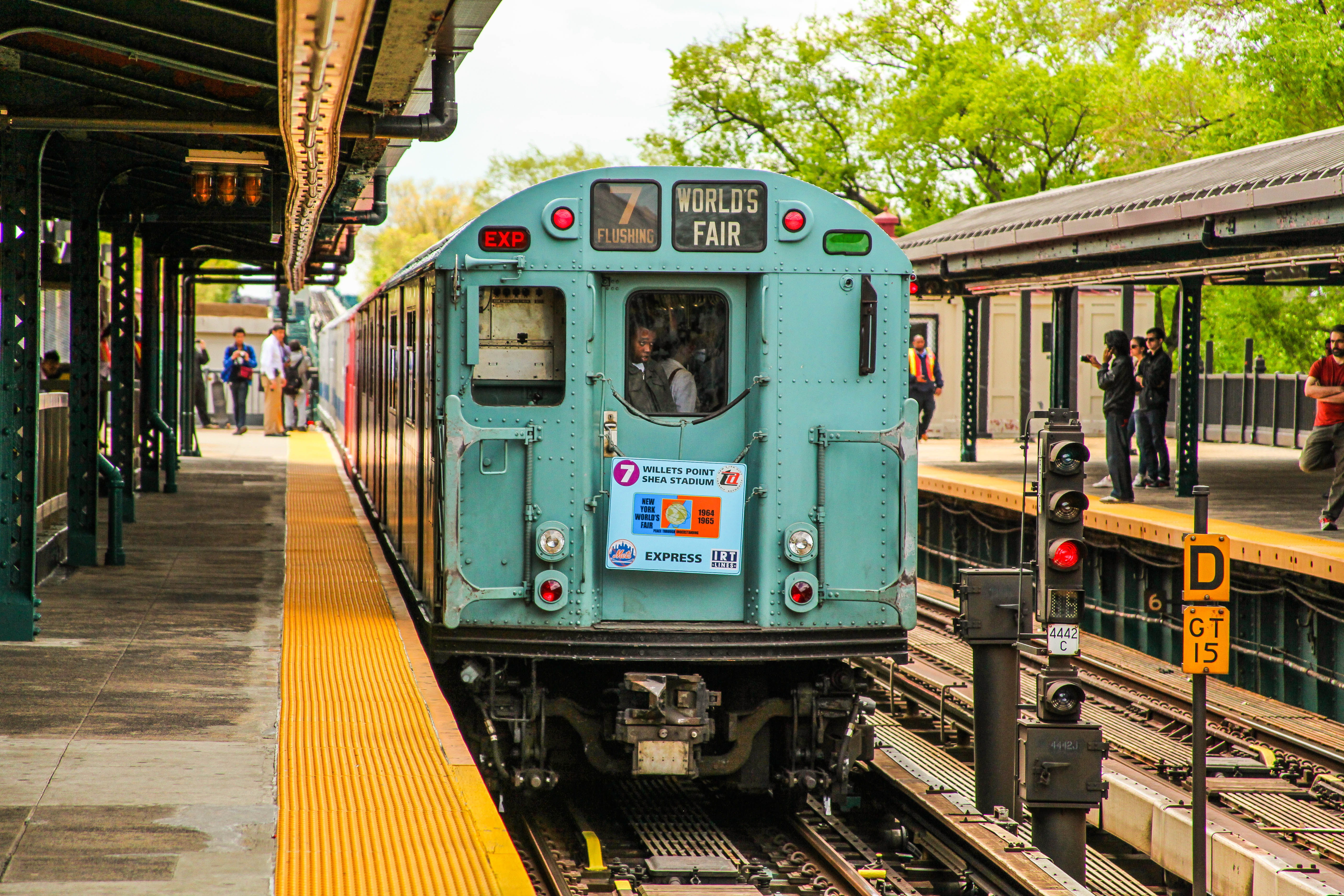
以R33世博会地铁车辆为车头的多彩列车在大都会-威利斯角。

纽约地铁和长岛铁路都为公园的北端服务。IRT法拉盛线地铁站在大都会-威利斯角为7 與<7> 線服务，同名的长岛铁路车站服务于华盛顿港支线。这两个车站都位于公园北端，毗邻可乐娜车辆段和公交场站，主要服务于花旗球场和USTA。111街地铁站位于公园范围之外，为科学馆服务。 Q48 、  Q58、  Q64和 Q88公交车都穿过公园，但只有Q48在公园范围内设站，为花旗球场和USTA服务。Q58和Q88在公园外面的两边设站，并通过长岛高速公路穿过公园，而Q64沿宝石道/69路（69th Road）穿过公园。:38
该公园还包含了三个大都会运输署（MTA）的维护设施：牙买加车辆段、可乐娜车辆段和凯西·斯坦格尔公交车场。牙买加车辆段位于公园的最南端，在柳湖旁边，而可乐娜车辆段和凯西·斯坦格尔车场则位于花旗球场对面。:15

## 流行文化
在斯科特·菲茨杰拉德的小说《了不起的盖茨比》（1925）中描述了一个叫“煤灰谷”的虚构的地方，据说其灵感来自法拉盛草原可乐娜公园，当时公园和附近的威利斯角还是垃圾场。
在电影《黑超特警組》（1997）中，纽约州馆观光塔顶部的碟形餐厅被描绘成真正的外星飞碟，为了掩饰才向公众展示的。虫族埃德加（Edgar）试图用其中一艘来逃离地球，但被特工击落，因此没有成功。然后当它试图爬上另一艘飞船时，杰伊（Jay）把它引诱下来，阻止了它。电影《黑衣人3》（2012年）的场景也是在法拉盛草原拍摄的。该片的场景还重现了1969年世界大赛期间的谢亚球场，该球场是于2009年拆除的。
2001年，在《极速前进美国版》的第一季中，法拉盛草原公园的大地球仪被设为终点。2014年，它成为第25季第一集的一站。
在漫威电影宇宙中，史塔克博览会——首次出现在《钢铁侠2》（2010）中——就是在法拉盛草原可乐娜公园举行的，并出现在该系列的多部影片中，如《美国队长》（2011），在《蜘蛛侠：英雄归来》（2017）中也有提及。
2018年初，音乐家保罗·西蒙宣布将于2018年9月22日在法拉盛草原可乐娜公园举行他的最后一场现场音乐会。西蒙在旁边的森林小丘社区长大，并经常到公园玩。